# Douglas Sirk
Douglas Sirk, nato Hans Detlef Sierck (Amburgo, 26 aprile 1897 – Lugano, 14 gennaio 1987), è stato un regista tedesco.
Iniziò la sua carriera in Germania con il nome di Detlef Sierck ma lasciò il suo paese dopo la salita al potere dei nazionalsocialisti. Approdato negli Stati Uniti, diventò internazionalmente noto con il nome americanizzato di Douglas Sirk con il quale firmò alcuni fra i più bei film della Hollywood classica. A lungo considerato come regista di serie B, negli anni settanta del Novecento fu rivalutato come esponente del "white melodrama", realizzando film che hanno fatto la storia del cinema quali Magnifica ossessione e Lo specchio della vita. 

## Biografia

### Gli esordi
Nato da genitori danesi (suo padre era giornalista), Sirk trascorse l'adolescenza a Skagen. A 18 anni si iscrisse all'Accademia Navale tedesca (Marineschule Mürwik). Affascinato dalla storia dell'arte e della filosofia, studiò entrambe le materie a Jena, poi si spostò ad Amburgo dove per circa un anno, seguendo l'esempio paterno, lavorò presso la redazione della Neue Hamburger Zeitung. Studiando le arti figurative, rivelò una certa vocazione per il disegno che gli sarebbe tornata utile nel lavoro di regista: prima di girare, infatti, era solito disegnare il film scena per scena. Sempre ad Amburgo, dal 1920 al 1921 lavorò come drammaturgo ausiliario per la Deutsches Schauspielhaus di Amburgo. Interrotti gli studi, a partire dal 1922 si dedicò completamente all'attività di regista teatrale, allestendo spettacoli un po' dovunque nella Germania di Weimar. 

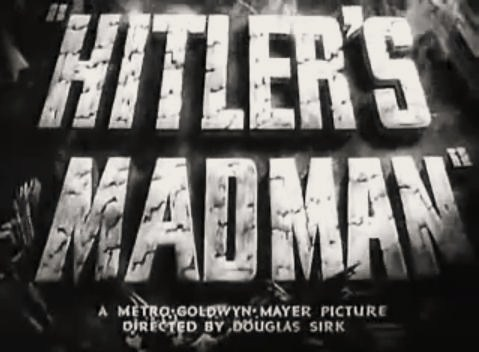
Titoli di testa di Il pazzo di Hitler (Hitler's Madman) del 1943

Per sette stagioni (autunno 1923 - estate 1929) diresse lo Schauspielhaus di Brema; qui conobbe e sposò l'attrice teatrale Lydia Brincken, da cui nel 1925 ebbe un figlio, Klaus Detlef Sierck. Tre anni dopo, la coppia si separò e Klaus, che sarebbe diventato un attore-bambino, restò con la madre in Germania. Sirk non vide mai più il figlio che, nel 1944, fu mandato a combattere come tanti suoi coetanei sul fronte orientale e vi morì a 19 anni.

### L'ascesa di Hitler
Alla fine del 1929 si trasferì a Lipsia dirigendo il locale teatro e anche la scuola d'arte drammatica cittadina. Nel 1934 fu invitato a Berlino per mettere in scena La dodicesima notte e lo spettacolo ebbe una grande risonanza, tanto da suscitare l'interesse dei dirigenti dell'UFA, la grande major cinematografica tedesca asservita al regime nazista, che vollero metterlo sotto contratto dopo una brevissima trattativa. Dopo la commedia Aprile, aprile del 1935, il suo primo successo internazionale fu La nona sinfonia (1936) che, presentato a Venezia alla Mostra del cinema, ottenne il premio quale miglior film musicale. Nel 1937 girò due film lanciando la giovane Zarah Leander, protagonista in entrambe le pellicole, ma anche scrivendo numerose sceneggiature senza poterle realizzare: questa fu la prova della sopraggiunta impossibilità di esprimersi liberamente, essendo il cinema ancora più del teatro sottoposto a pressioni e controlli da parte del regime. 

### La fuga dalla Germania
Il consolidarsi del nazismo e la crescente follia hitleriana costrinsero Sirk, sposato in seconde nozze con l'attrice ebrea Hilde Jary, a procurarsi un passaporto per fuggire dalla madrepatria. Nel 1937 riuscì a uscire dai confini con il pretesto di recarsi in Italia per dei sopralluoghi; di qui si spostò in Svizzera e poi nei Paesi Bassi, dove ricevette un telegramma dalla Warner Bros. che lo invitava negli Stati Uniti d'America. Le difficoltà della guerra non gli diedero subito modo di farsi conoscere. Dopo aver cambiato vita e nome e aver acquistato una fattoria nella San Fernando Valley coltivando frutta ed erbe medicinali, realizzò con dei suoi connazionali Il pazzo di Hitler (1943), lungometraggio indipendente nel quale sottolineava l'impossibilità di vivere dei gruppi minori nell'Europa in guerra, poi continuò a girare film indipendenti passando da un genere all'altro senza grande successo. 

### Il "Periodo Universal"
Stanco dei troppi progetti modificati dalla produzione, o lasciati cadere per cautele politiche o, peggio, bloccati in partenza, Sirk tornò in Europa dove si trattenne per un anno tra il 1949 e il 1950: in Germania ebbe modo di constatare la catastrofe dell'industria cinematografica tedesca (gli alleati avevano completamente distrutto l'UFA) e di affermare di sentire «l'Europa vecchia, così gravata dai suoi complessi di colpa». Di qui il bisogno di tornare negli Stati Uniti, grazie a un ingaggio da parte della Universal che nel maggio 1950 gli propose un contratto di sette anni e che lui accettò a patto di poter girare almeno un film di serie A (A-picture), il primo dei quali fu La campana del convento (1951).
Il primo colpo messo a segno fu la scoperta di Rock Hudson, che fino a quel momento non aveva interpretato ruoli di primo piano, ma che in seguito divenne uno dei suoi attori preferiti. Con lui girò Il capitalista (1952), che riscosse un buon successo commerciale e fu il primo di una trilogia dedicata alla vita americana di provincia. 

### I melodrammi

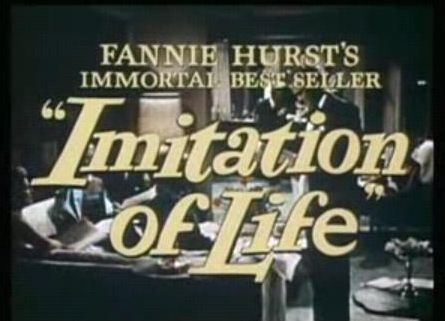
Fotogramma dal trailer de Lo specchio della vita (Imitation of Life) del 1959

Dopo alcune incursioni nel western e nel film d'avventura, Sirk ritornò nel 1953 alla sua ispirazione più vera, firmando alcuni film considerati fra i migliori melodrammi dell'epoca. Con Hudson girò Magnifica ossessione (1953), Secondo amore (1955) e Come le foglie al vento (1956), ma anche Il figlio di Kociss (1954), Il ribelle d'Irlanda (1954) e Inno di battaglia (1955).
La serie dei melodrammi continuò con Il trapezio della vita (1957), tratto da William Faulkner, Tempo di vivere (1958), tratto da Erich Maria Remarque, per arrivare a Lo specchio della vita (1959), film che segnò l'addio di Sirk all'America e al cinema.

### Il ritorno in Europa e il ritiro in Svizzera
Tornato in Europa, Sirk si ritirò dalla regia cinematografica e si stabilì presso Lugano, in Svizzera. Riprese a farsi chiamare con il suo vero nome e tornò alla regia teatrale per altri 10 anni, diventando anche insegnante presso la Scuola di cinema e TV di Monaco, presso la quale realizzò tre cortometraggi, uno dei quali fu Bourbon street blues, girato nel 1978, nel cui cast di interpreti figurava anche uno dei più ferventi ammiratori di Sirk, il regista tedesco Rainer Werner Fassbinder. 
Ottantanovenne affetto da tumore, Sirk morì in ospedale a Lugano, in Svizzera, il 14 gennaio 1987. Cremato, le sue ceneri furono tumulate assieme a quelle della moglie in una celletta del cimitero della frazione di Castagnola.

## Citazioni
- Il regista tedesco Rainer Werner Fassbinder riprese nel 1974 le linee guida di Secondo amore nel suo La paura mangia l'anima, conosciuto anche come Tutti gli altri si chiamano Alì, non realizzando un remake, ma adattando al suo stile la storia e portandola avanti nel tempo.
- La scena finale di Secondo amore, dove il cervo arriva di fronte alla grande vetrata del mulino di Ron Kirby, è stata ripresa e omaggiata dal regista francese François Ozon, il quale l'ha reinserita in 8 donne e un mistero.
- Sulla stessa linea di Secondo amore si dipana anche il film Lontano dal paradiso (2002) del regista Todd Haynes.
- Nella scena al Jack Rabbit Slim’s in Pulp Fiction, Vincent ordina una bistecca Douglas Sirk.

## Filmografia

### Regista
- Zwei Genies – cortometraggio (1934)
- Der eingebildete Kranke – cortometraggio (1935)
- Dreimal Ehe – cortometraggio (1935)
- Aprile, aprile (April, April!) (1935)
- Le colonne della società (Stützen der Gesellschaft) (1935)
- La ragazza di Moorhof (Das Mädchen vom Moorhof) (1935)
- 't was een april, co-regia di Jacques van Tol (1936) - perduto
- La nona sinfonia (Schlußakkord) (1936)
- Il concerto di corte (Das Hofkonzert) (1936)
- La Chanson du souvenir (1936)
- La prigioniera di Sidney (Zu neuen Ufern) (1937)
- Habanera (La Habanera) (1937)
- Accordo finale (Accord final), regia di Ignacy Rosenkranz - non accreditato (1938)
- Boefje (1939)
- Il pazzo di Hitler (Hitler's Madman) (1943)
- Temporale d'estate (Summer Storm) (1944)
- Uno scandalo a Parigi (A Scandal in Paris) (1946)
- Venere peccatrice (The Strange Woman), regia di Edgar G. Ulmer - non accreditato (1946)
- Lo sparviero di Londra (Lured) (1947)
- Donne e veleni (Sleep, My Love) (1948)
- Fiori nel fango (Schockproof) (1949)
- Amanti crudeli (Slightly French) (1949)
- Il sottomarino fantasma (Mystery Submarine) (1950)
- La prima legione (The First Legion) (1951)
- La campana del convento (Thunder on the Hill) (1951)
- Elena paga il debito (The Lady Pays Off) (1951)
- Vedovo cerca moglie (Weekend with Father) (1951)
- Non c'è posto per lo sposo (No Room for the Groom) (1952)
- Il capitalista (Has Anybody Seen My Gal?) (1952)
- Incontriamoci alla fiera (Meet Me at the Fair) (1953)
- Portami in città (Take Me To Town) (1953)
- Desiderio di donna (All I Desire) (1953)
- Il figlio di Kociss (Taza, son of Cochise) (1954)
- Magnifica ossessione (Magnificent Obsession) (1954)
- Il re dei barbari (Sign of the Pagan) (1954)
- Il ribelle d'Irlanda (Captain Lightfoot) (1955)
- Secondo amore (All That Heaven Allows) (1955)
- Quella che avrei dovuto sposare (There's Always Tomorrow) (1956)
- Come prima... meglio di prima (Never Say Goodbye) (1956)
- Come le foglie al vento (Written on the Wind) (1956)
- Inno di battaglia (Battle Hymn) (1957)
- Interludio (Interlude) (1957)
- Il trapezio della vita (The Tarnished Angels) (1957)
- Tempo di vivere (A Time to Love and a Time to Die) (1958)
- Lo specchio della vita (Imitation of Life) (1959)
- Sprich zu mir wie der Regen – cortometraggio (1975)
- Silvesternacht - Ein Dialog – cortometraggio (1978)
- Bourbon street blues – cortometraggio (1979)

### Sceneggiatore
- Felicità perduta (Dreiklang), regia di Hans Hinrich - soggetto (1938)